# Romolo Marinari
Romolo Marinari (Ancona, 17 marzo 1903 – 1984) è stato un allenatore di calcio e calciatore italiano, di ruolo difensore.

## Carriera
Quando militava nelle file dell'Anconitana giocò in una amichevole nelle file dell'Internazionale di Milano (Inter-Lazio 4-2 del 18 maggio 1927).  L'anno dopo passò alla U.S. Milanese. Dopo un'esperienza all'Ambrosiana, in Divisione Nazionale, militò nell'Anconitana fino al 1931 e, successivamente, nel Forlì per una stagione. Tornò dunque all'Anconitana e giocò col Forlimpopoli fino al 1937, prima di trasferirsi per una stagione al Fabriano.

## Statistiche

### Presenze e reti nei club
| Stagione          | Club              | Campionato    | Campionato | Campionato |
| Stagione          | Club              | Comp          | Pres       | Reti       |
| ----------------- | ----------------- | ------------- | ---------- | ---------- |
| 1928-1929         | Ambrosiana        | Div.Nazionale | 1          | 0          |
| 1929-1930         | Anconitana        | 1ª Div.       | ?          | ?          |
| 1930-1931         | Anconitana        | 1ª Div.       | ?          | ?          |
| Totale Anconitana | Totale Anconitana |               | ?          | ?          |
| 1931-1932         | Forlì             | 1ª Div.       | ?          | ?          |
| Totale carriera   | Totale carriera   |               | 1          | 0          |

## Palmarès

### Giocatore

#### Competizioni nazionali
- Prima Divisione: 1

Forlì: 1931-1932